# Listen (film fra 2009)
|  | Denne artikel er oprettet af botten Steenthbot ud fra en ekstern database. Den kan derfor have sproglige fejl eller mangler. Denne skabelon kan fjernes efter kontrol af indholdet. |

 For alternative betydninger, se Listen. (Se også artikler, som begynder med Listen)
Listen er en dansk kortfilm fra 2009 instrueret af Mette Kjærgaard efter eget manuskript.

## Handling
Listen er en lille tragikomisk historie om Flemming, som får at vide, han har kort tid tilbage at leve i. Han laver en liste over uudlevede drømme og giver sig i kast med dem. Da han tror, nu er det slut, ringer neurologen og fortæller, en fejl er sket, han skal ikke dø. Men skæbnen vil det anderledes.

## Medvirkende
- Kristian Halken
- Susanne Saysette
- Thomas Voss